# وليد بن عرفة
وليد بن عرفة من مواليد 28 ديسمبر 1981، لاعب كرة قدم جزائري.
هو يلعب مع نادي اتحاد تبسة.